# Tonghai
Tonghai léase Tong-Jái (en chino:通海县, pinyin:Tōnghǎi xiàn, lit:conectado al mar) es un condado bajo la administración directa de la ciudad-prefectura de Yuxi. Se ubica al este de la provincia de Yunnan, sur de la República Popular China. Su área es de 721 km² y su población total para 2010 fue +300 mil habitantes.

## Administración
El condado Tonghai se divide en 9 pueblos que se administran en 2 subdistritos, 4 poblados y 3 villas étnicas. 